# Donald Grobe
Donald Roth Grobe (* 16. Dezember 1929 in Ottawa, USA; † 1. April 1986 in Berlin) war ein US-amerikanischer Opernsänger (Lyrischer Tenor).

## Leben
Grobe debütierte 1952 in Chicago (Borsa in Rigoletto). Bei den Salzburger Festspielen gastierte er erstmals 1962. Langjähriges Ensemble-Mitglied war er an der Deutschen Oper Berlin (1960 bis 1986). Seine Karriere führte ihn auch an die Metropolitan Opera, wo er in vier Vorstellungen des Rheingold (Richard Wagner) den Froh darstellte (1968/69).
Für Grobe schrieb Hans Werner Henze die Rolle des Wilhelm in Der junge Lord, die er in der Uraufführung sang. In der deutschen Erstaufführung von Benjamin Brittens Death in Venice stellte Grobe den Aschenbach dar, in der USA-Premiere von Wagners Das Liebesverbot war er der Luzio.

## Aufnahmen
- Froh in Herbert von Karajans Aufnahme Das Rheingold
- Don Ottavio in Ferenc Fricsays deutschsprachiger Aufnahme des Don Giovanni, Deutsche Oper Berlin, 1961
- Wilhelm in Der junge Lord 1967: Orchester und Chor der Deutschen Oper Berlin sowie Schöneberger Sängerknaben unter Leitung von Christoph von Dohnányi in der Uraufführungs-Inszenierung von Gustav Rudolf Sellner. Solisten u. a.: Edith Mathis (Luise); Barry McDaniel (Sekretär von Sir Edgar), Loren Driscoll (Lord Barrat), Ruth Hesse (Frau von Hufnagel) und Vera Little (Begonia). DG 449 875-2 (Doppel-CD) / Medici Arts 2072398 (DVD)
- Jaquino in Karl Böhms Fidelio-Fernsehfassung (1969), Deutsche Oper Berlin, 1970